# Adolf Seeger
Adolf Seeger (* 13. Mai 1815 in Wildbad; † 15. September 1865 in Stuttgart) war ein deutscher Politiker.

## Leben
Seeger war ein Sohn des Reallehrers Ludwig Seeger und dessen Frau Friederike Gottliebin, geb. Zeller. Sein Bruder war der Politiker und Dichter Ludwig Seeger.
Nach Privatunterricht und dem Besuch des Stuttgarter Gymnasiums studierte Adolf Seeger Rechtswissenschaften und Philosophie an der Universität Tübingen. Während seines Studiums wurde er 1835 Mitglied der Burschenschaft Giovannia Tübingen und war 1837 an der Wiedergründung der Burschenschaft Germania Tübingen beteiligt. Wegen seiner burschenschaftlichen Aktivität saß er mehrere Wochen im Karzer und wurde 1839 von der Universität relegiert. Nach seiner Referendarsprüfung wurde er Assistent und 1839 Aktuar beim Stadtgericht Stuttgart. Er unternahm längere Auslandsreisen, in die Schweiz und von 1842 bis 1843 nach Paris. Er wurde provisorischer Stadtrichter in Stuttgart und dann Aktuar in Schwäbisch Hall. 1844 wurde er Assessor beim Obertribunal in Stuttgart und Regierungsrat, später Oberregierungsrat im Oberregierungskollegium. Durch das Märzministerium wurde er 1848 zum Stadtdirektor von Stuttgart ernannt. 1848 wurde er Abgeordneter der Württembergische Landstände. In der Volkskammer war er neben Adolf Schoder einer der Anführer der Linken. 1849 war er bei der Kreisregierung Ludwigsburg tätig und wurde 1851 zur Kreisregierung nach Ellwangen versetzt, weshalb er den Dienst quittierte und als Rechtsanwalt in Stuttgart arbeitete. Er gehörte mehrfach der Landesversammlung an. Nachdem er 1851 eine Rede vor Burschenschaftern gehalten hatte, wurde eine Untersuchung wegen Hochverrats gegen ihn eingeleitet. 1853 war er an der Gründung der Lebensversicherungs- und Ersparnisbank in Stuttgart beteiligt. 1861 wurde er Mitglied des Deutschen Nationalvereins.
Seeger starb 1865 in Stuttgart. Seine letzte Ruhestätte fand er auf dem dortigen Fangelsbachfriedhof.